# Erwin Feuchtmann
Erwin Jan Feuchtmann Pérez, född 2 maj 1990 i Punta Arenas, är en chilensk handbollsspelare som spelar för franska Fenix Toulouse HB och Chiles landslag. Hans bröder Emil och Harald samt syster Inga spelar också handboll för Chiles landslag.

## Karriär
Inför säsongen 2021/2022 gick Feuchtmann till franska Fenix Toulouse HB.

## Klubbar
- CB Villa de Aranda (2010–2011)
- HC Aschersleben (2011–2013)
- HC Odorheiu Secuiesc (2013–2014)
- Beşiktaş JK (2014–2015)
- TBV Lemgo (2015–2016)
- SG Handball Westwien (2016–2017)
- VfL Gummersbach (2017–2018)
- Istres Provence HB (2018–2019)
- CB Ademar León (2019–2021)
- Fenix Toulouse HB (2021–)